# Casacoima
Casacoima è un comune del Venezuela situato nello stato del Delta Amacuro.
Il capoluogo del comune è la città di Sierra Imataca.